# 한국지식재산연구원
재단법인 한국지식재산연구원(韓國知識財産硏究院, Korea Institute of Intellectual Property)은 국내·외 지식재산동향 조사·연구 등을 통한 지재권 관련 국가정책 및 기업의 전략 수립에 기여하기 위해 2005년 12월 설립된 지식재산전문 연구기관으로 특허청 소관의 기타공공기관이다. 서울특별시 강남구 테헤란로 131, 3층, 9층 (역삼동, 한국지식재산센터)에 있다.

## 연혁
- 2005년 12월: 재단법인 한국지식재산연구원 설립
- 2006년 4월: R&D특허센터 개소
- 2010년 1월: '기타 공공기관' 지정 (기획재정부 고시 제2010-3호)
- 2013년 3월: 발명진흥법상 법정기관 지정(제51조 한국지식재산연구원)

## 조직

### 한국지식재산연구원장
이사회